# Бил Синкевич
Болеслав Филикс Роберт „Бил“ Синкевич (изговор: sin-KEV-itch)(енгл. Bill Sienkiewicz, IPA: ; рођен 3. маја 1958. у Блејклију, Пенсилванија, САД) је амерички стрип-цртач и сценариста, најпознатији по стриповима Нови мутанти (енгл. The New Mutants) и Електра (енгл. Elektra) издавачке куће Марвел комикс.
Одрастао је у Њу Џерзију где је похађао Њуаршку школу за лепе уметности и индустријски дизајн. Са само 19 година почиње радити у Марвел комикс, а први стрип му је био Месечев витез (енгл. Moon Knight) у часопису Халк. Уз рад на епизодама разних стрипова, Синкевич је врло брзо стекао углед и као дизајнер корица са стрип-издања.
Иако су му цртачки узори били Курт Свон са Суперменом и Џек Кирби са Фантастичном четворком, већина проучаваоци жанра сматра да је на Синкевичев цртачки стил највише утицао Нил Адамс.

## Најважнији стрипови
Ди-Си комикс
- Сенка
- Супермен

Марвел комикс
- Електра
- Фантастична четворка
- Галактус
- Месечев витез
- Нови мутанти